# Wiktorija Pawłowicz
Wiktoria Pawłowicz (ur. 8 maja 1978 w Mińsku) – białoruska tenisistka stołowa, brązowa medalistka mistrzostw świata, dwukrotna mistrzyni Europy.
Największy dotychczasowy sukces odniosła w 2010 roku, wygrywając w Ostrawie finał gry pojedynczej mistrzostw Starego Kontynentu. Trzy lata wcześniej również w mistrzostwach Europy w Belgradzie została mistrzynią Europy w grze podwójnej (ze Swietłaną Ganiną). Medale mistrzostw Europy wywalczyła również w grze mieszanej.
Trzykrotnie występowała w igrzyskach olimpijskich (2000, 2004, 2008), nie odnosząc większych sukcesów. Brązowa medalistka mistrzostw świata z Bremy (2006) w rywalizacji drużynowej.
Obecnie jest zawodniczką KTS Siarka - ZOT Tarnobrzeg.
Jest siostrą bliźniaczką Weroniki Pawłowicz, również tenisistki stołowej.